# Поластра-Левата (Алесандрија)
Поластра-Левата је насеље у Италији у округу Алесандрија, региону Пијемонт.
Према процени из 2011. у насељу је живело 380 становника. Насеље се налази на надморској висини од 131 м.